# 時空轉抄納斯卡
時空轉抄納斯卡（日语：時空転抄ナスカ）是日本角川書店的實驗性電視動畫作品，動畫由GENCO和RADIX共同製作，於1998年4月6日至6月29日在東京電視台等電視台播放，全12話。本作品是一部現世與前世時空交替的故事。它是原創動畫作品，而後才有改編的漫畫。漫畫版由姬川明所著，分上集下集共2冊，中文版由台灣東販正式授權發行。

## 故事簡介
主角三浦恭資是高中劍道社的學生，國中時期個性叛逆。有一天，三浦被美術老師、同時是劍道社顧問的舘正成其劍道技術所吸引，開始拜舘為師學習劍道。
就在某一天，三浦參加全國劍道大賽時，他的恩師舘卻在比賽時異常殺人之後失蹤。對於此事相當擔心的三浦，與新聞社所屬、三浦的同年玩伴桐竹由花2人陪同前往印加帝國的所在地—祕魯找尋館的下落……

## 主要角色與配音員
- 三浦恭資／比魯卡：鈴村健一
- 舘正成／亞瓦爾：子安武人
- 桐竹由花／阿古莉雅：林原惠
- 大門宏／歐雷亨：上田祐司[1]
- 潮上真理／吉格米：陶山章央
- 壇琢磨／卡馬洛斯：室園丈裕
- 清野慶太／阿馬洛：阪口大助
- 柳原龍子／艾蕾娜：水野愛日（日语：水野愛日）
- 狩矢智：伊藤健太郎
- 淺川麗奈：西村千奈美
- 三浦美雪：吉田小百合
- 三浦雪之丞：青野武
- 亞達瓦帕（アタワルパ）：森久保祥太郎
- 瓦思卡爾（ワスカル）：森川智之

## 製作人員
- 導演：時田廣子
- 企劃：真木太郎（日语：真木太郎）
- 人物原案：奧田萬里
- 人物設定：佐野浩敏（日语：佐野浩敏）
- 人物設定協力：松尾慎
- 總作畫監督：工原繁樹
- 視覺概念：大野安之（日语：大野安之）
- 3D影像物件：友杉達也
- CG指導：黑田康弘
- 美術監督：中村光毅（日语：中村光毅）
- 色彩指定：鈴城留美子
- 攝影監督：橫山幸太郎
- 音響監督：田中英行（日语：田中英行）
- 音樂：齊藤恒芳（日语：斉藤恒芳）
- 製作人：植田基生、上田耕行（日语：上田耕行）
- 動畫製作：GENCO、RADIX
- 製作：先鋒LDC、角川書店

## 主題曲
片頭曲
作詞：不詳，作曲：J.S.巴赫，編曲：書上奈朋子，演唱：The Eccentric Opera
片尾曲「山鷹之歌」
編曲：齊藤恒芳，演奏：葉加瀨太郎，演唱：相良奈美
安地斯民謠。

## 各話列表
| 話數        | 日文標題 | 中文標題          | 克丘亞文               | 編劇     | 分鏡     | 演出     | 作畫監督   | 首播日期      | 收錄VHS |
| ----------- | -------- | ----------------- | ---------------------- | -------- | -------- | -------- | ---------- | ------------- | ------- |
| EPISODIO-1  |          | 甦醒者            | DESPERTAR              | 伊東恒久 | 時田廣子 | 時田廣子 | 工原繁數   | 1998年 4月6日 | R1      |
| EPISODIO-2  |          | 安地斯的邂逅      | ENCUENTRO              | 伊東恒久 | 時田廣子 | 黑田康弘 | 井口忠一   | 4月13日       | R1      |
| EPISODIO-3  |          | 魂人的蠢動        | ACTIVIDAD              | 伊東恒久 | 工藤進   | 高橋幸雄 | 服部憲知   | 4月20日       | R1      |
| EPISODIO-4  |          | 淚之訣別！        | LAGRIMAS               | 荒川稔久 | 工藤進   | 工藤進   | 井口忠一   | 4月27日       | R2      |
| EPISODIO-5  |          | 伊列·塔瑟         | IRRA TEZZE             | 伊東恒久 | 水島精二 | 高瀬節夫 | 須田正己   | 5月4日        | R2      |
| EPISODIO-6  |          | 決戰!虛無城鎮     | I BATALLA DECISIVA!    | 荒川稔久 | 松井仁之 | 真野玲   | 大坪幸麿   | 5月11日       | R2      |
| EPISODIO-7  |          | 兩人的記憶…       | MEMORIA DE CADA UNO    | 荒川稔久 | 工藤進   | 工藤進   | 井口忠一   | 5月18日       | R3      |
| EPISODIO-8  |          | 前往約定之地·飛鳥 | LA TIERRA DE PROMISION | 隅澤克之 | 高橋幸雄 | 高橋幸雄 | 奧田萬里   | 5月25日       | R3      |
| EPISODIO-9  |          | 追蹤黑暗的光線    | LUZ Y OSCURIDAD        | 荒川稔久 | 松井仁之 | 岡崎幸男 | 種維定     | 6月8日        | R3      |
| EPISODIO-10 |          | 前往光明的明天    | MI PROFESOR            | 荒川稔久 | 工藤進   | 工藤進   | 海老流真夜 | 6月15日       | R4      |
| EPISODIO-11 |          | 朝命運頂端前進    | PUNTO MAS SUERTE       | 荒川稔久 | 松井仁之 | 岡崎幸男 | 井口忠一   | 6月22日       | R4      |
| EPISODIO-12 |          | 為了未來！        | I MANANA！             | 荒川稔久 | 時田廣子 | 工藤進   | 下坂英男   | 6月29日       | R4      |

※6月1日暫停播出。

## 外部連結
- 【作品介紹】時空轉抄納斯卡 （日語）－RADIX官方網站，已閉鎖（2008年3月17日的檔案館）。
  - 初期企劃書 （日語）（2003年12月3日的檔案館）
  - 中期企劃書 （日語）（2006年9月17日的檔案館）
  - 最終企劃書 （日語）（2006年9月9日的檔案館）
- 萬堂本舗「時空轉抄納斯卡」 （日語）－奧田萬里的人物設計原案企劃階段。